# Johannes Mario Simmel
Johannes Mario Simmel (Wenen, 7 april 1924 – Zug, 1 januari 2009) was een Oostenrijks auteur.
Simmels vader was jood en hij groeide op in Oostenrijk en Engeland en studeerde voor scheikundig ingenieur. Hij was van 1943 tot het einde van de Tweede Wereldoorlog onderzoeker. Na de oorlog werkte hij als vertaler voor het Amerikaanse militair bestuur en publiceerde besprekingen en verhalen in de Weense Welt am Abend. Vanaf 1950 was hij verslaggever in Europa en Amerika voor het in München gevestigde tijdschrift Quick. Hij schreef vele romans en toneelstukken. Verschillende van zijn romans werden in de jaren 1960 en 1970 verfilmd, zoals "Es geschehen noch Wunder" (1951) met Hildegard Knef, "Tagebuch einer Verliebten" (1953) met Maria Schell, "Hotel Adlon" (1955) en " Robinson soll nicht sterben" (1957) met Romy Schneider.
Simmel werd door de kritiek lange tijd beschouwd als veelschrijver. Pas met zijn roman "Doch mit den Clowns kamen die Tränen" (1987) kreeg hij algemene erkenning. Simmel won talrijke prijzen, zoals de "Award of Excellence of the Society of Writers" van de Verenigde Naties en de Orde van Verdienste van de Bondsrepubliek Duitsland. Belangrijke thema's in zijn romans zijn een overtuigd pacifisme en de relativiteit van "goed en kwaad". Een aantal van zijn romans zijn gebaseerd op ware gebeurtenissen en zijn vermoedelijk autobiografisch.

## Werken

### Romans
- Mich wundert, daß ich so fröhlich bin. Zsolnay, Wenen 1949
- Das geheime Brot. Zsolnay, Wenen 1950
- Der Mörder trinkt keine Milch. Ein Kriminalroman. Demokratische Druck- und Verlags-Gesellschaft (Bären-Bücher 19), Linz 1950
- Man lebt nur zweimal. Demokratische Druck- und Verlags-Gesellschaft (Bären-Bücher 21), Linz 1950
- Ich gestehe alles. ("Ik beken") Zsolnay, Wien 1953
- Der Hochstapler. Immer, wenn er Kuchen aß ... (met Hans Hartmann). Südverlag, München/Konstanz 1954
- Gott schützt die Liebenden. Zsolnay, Wenen 1957
- Affäre Nina B. Zsolnay, Wien 1958
- Es muß nicht immer Kaviar sein. Schweizer Druck- und Verlagshaus, Zürich 1960
- Bis zur bitteren Neige. Knaur, München 1962
- Liebe ist nur ein Wort. ("Liefde is slechts een woord") Knaur, München 1963
- Lieb Vaterland magst ruhig sein. Knaur, München 1965
- Alle Menschen werden Brüder ("Een Uur na Middenag"). Knaur, München 1967
- Und Jimmy ging zum Regenbogen. Knaur, München 1970
- Der Stoff, aus dem die Träume sind. Knaur, München 1971
- Die Antwort kennt nur der Wind. Knaur, München 1973
- Niemand ist eine Insel. Knaur, München 1975
- Hurra, wir leben noch. Knaur, München 1978
- Wir heißen euch hoffen. Knaur, München 1980
- Bitte, laßt die Blumen leben. Knaur, München 1983
- Die im Dunkeln sieht man nicht. Knaur, München 1985
- Doch mit den Clowns kamen die Tränen. Knaur, München 1987
- Im Frühling singt zum letztenmal die Lerche. Knaur, München 1990
- Auch wenn ich lache, muß ich weinen. Knaur, München 1993
- Träum den unmöglichen Traum. Knaur, München 1996
- Der Mann, der die Mandelbäumchen malte. Knaur, München 1998
- Liebe ist die letzte Brücke. Knaur, München 1999

### Verhalen
- Begegnung im Nebel. (7) verhalen. Zsolnay, Wenen 1947
- Niemand ist eine Insel. (2 verhalen mett) tekeningen van Eugen Ledebur. Wenen 1948
- Zweiundzwanzig Zentimeter Zärtlichkeit und andere Geschichten aus dreiunddreißig Jahren. Knaur, München 1979
- Die Erde bleibt noch lange jung und andere Geschichten aus fünfunddreißig Jahren. Knaur, München 1981

### Drama's
- Der Schulfreund. Ein Schauspiel in 12 Bildern. Rowohlt Theater Verlag, Hamburg o.J. (1958/60?)

### Kinder- en jeugdboeken
- Von Drachen, Königskindern und guten Geistern. Samengesteld voor de Jeugd door Johannes Simmel. Leuen (Sagen van ons Land), Wenen 1950
- Weinen ist streng verboten! Eine Geschichte für kleine und große Mädchen. Leuen, Wenen 1950
  - Heruitgegeven als: Weinen streng verboten. Droemer Knaur, München 1977
- Ein Autobus, groß wie die Welt. Ein Reiseerlebnis voll Spannung für Buben und Mädel. Jungbrunnen, Wenen 1951
- Meine Mutter darf es nie erfahren. Ein aufregendes Abenteuer rund um ein schlechtes Zeugnis. Jungbrunnen, Wenen 1952
- Wenn das nur gut geht, Paul. Ein aufregendes Abenteuer. Weiß, München/Berlijn 1953

## Filmografie

### Scenario's
- 1951 Frühling auf dem Eis – Regie: Georg Jacoby (met Eva Pawlik, Hans Holt en Oskar Sima)
- 1951 Verträumte Tage – Regie: Emil-Edwin Reinert (met O.W. Fischer, Axel von Ambesser en Margo Lion) - naar een roman van Vicki Baum
- 1951 Es geschehen noch Wunder – Regie: Willi Forst (met Hildegard Knef en Willi Forst)
- 1952 Verlorene Melodie – Regie: Eduard von Borsody (met Elfie Mayerhofer en Evelyn Künneke)
- 1953 Tagebuch einer Verliebten – Regie: Josef von Báky (met Maria Schell en O.W. Fischer)
- 1954 Der Raub der Sabinerinnen – Regie: Kurt Hoffmann (met Gustav Knuth, Fita Benkhoff en Paul Hörbiger)
- 1954 Dieses Lied bleibt bei dir – Regie: Willi Forst (met Paul Henreid)
- 1954 Die Hexe – Regie: Gustav Ucicky (met Karlheinz Böhm, Adrienne Gessner en Attila Hörbiger)
- 1954 Weg in die Vergangenheit – Regie: Karl Hartl (met Paula Wessely, Willi Forst, Willy Fritsch, Attila Hörbiger en Josef Meinrad)
- 1955 Hotel Adlon – Regie: Josef von Báky (met Werner Hinz en Nadja Tiller)
- 1956 Liebe, die den Kopf verliert – Regie: Thomas Engel (met Paul Hubschmid, Winnie Markus, Susi Nicoletti en Nicole Heesters)
- 1957 Robinson soll nicht sterben – Regie: Josef von Báky (met Romy Schneider, Horst Buchholz en Erich Ponto)
- 1957 Noch minderjährig – Regie: Georg Tressler (met Paula Wessely en Vera Tschechowa)
- 1957 Nackt wie Gott sie schuf – Regie: Hans Schott-Schöbinger (met Albert Hehn en Birgit Bergen)
- 1958 Madeleine und der Legionär – Regie: Wolfgang Staudte (met Hildegard Knef, Bernhard Wicki en Hannes Messemer)
- 1958 Stefanie – Regie: Josef von Báky (met Elisabeth Flickenschildt en Mady Rahl)
- 1959 Marili – Regie: Josef von Báky (met Sabine Sinjen, Paul Hubschmid en Helmuth Lohner)

### Films naar werken van Johannes Mario Simmel
- 1958 Nackt, wie Gott sie schuf – Regie: Hans Schott-Schöbinger (met Marisa Allasio, Rik Battaglia, Paul Bösiger, Jan Hendriks, Ellen Schwiers en Carl Wery)
- 1960 Mein Schulfreund – Regie: Robert Siodmak (met Heinz Rühmann, Loni von Friedl en Ernst Schröder)
- 1960 Mit Himbeergeist geht alles besser – Regie: Georg Marischka (met O.W. Fischer en Marianne Koch)
- 1961 L'Affaire Nina B. – Regie: Robert Siodmak (met Nadja Tiller, Pierre Brasseur en Walter Giller)
- 1961 Es muß nicht immer Kaviar sein – Regie: Géza von Radványi (met O.W. Fischer, Eva Bartok en Senta Berger)
- 1961 Diesmal muß es Kaviar sein – Regie: Géza von Rádvanyi (met O.W. Fischer, Eva Bartok en Senta Berger)
- 1971 Liebe ist nur ein Wort – Regie: Alfred Vohrer (met Judy Winter, Malte Thorsten, Herbert Fleischmann en Friedrich Georg Beckhaus)
- 1971 Und Jimmy ging zum Regenbogen – Regie: Alfred Vohrer (met Alain Noury, Horst Tappert, Horst Frank und Judy Winter)
- 1972 Der Stoff, aus dem die Träume sind – Regie: Alfred Vohrer (met Herbert Fleischmann, Edith Heerdegen, Hannelore Elsner en Arno Assmann)
- 1973 Alle Menschen werden Brüder – Regie: Alfred Vohrer (met Harald Leipnitz, Doris Kunstmann en Klaus Schwarzkopf)
- 1973 Gott schützt die Liebenden – Regie: Alfred Vohrer (met Harald Leipnitz, Gila von Weitershausen en Andrea Jonasson)
- 1974 Die Antwort kennt nur der Wind – Regie: Alfred Vohrer (met Marthe Keller en Karin Dor)
- 1975 Bis zur bitteren Neige – Regie: Gerd Oswald (met Maurice Ronet, Suzy Kendall, Susanne Uhlen en Ferdy Mayne)
- 1976 Lieb Vaterland magst ruhig sein – Regie: Roland Klick (met Günter Pfitzmann, Rudolf Wessely, Margot Werner en Rolf Zacher)
- 1983 Die Wilden Fünfziger – Regie: Peter Zadek (met Juraj Kukura, Boy Gobert, Peter Kern, Christine Kaufmann, Sunnyi Melles, Beatrice Richter, Eva Mattes, Dietrich Mattausch en Hermann Lause)
- 1983 Mich wundert, dass ich so fröhlich bin – Regie: Michael Kehlmann (met Karlheinz Hackl, Gertraud Jesserer en Klausjürgen Wussow)
- 1986 Bitte lasst die Blumen leben – Regie: Duccio Tessari (met Klausjürgen Wussow, Gerd Böckmann, Hannelore Elsner, Hans Christian Blech en Radost Bokel)
- 1990 Mit den Clowns kamen die Tränen – Regie: Reinhard Hauff (met Sunnyi Melles, Hans Christian Blech, Olgierd Lukaszewicz, Yoshi Oida en Ulrich Pleitgen)
- 2008 Und Jimmy ging zum Regenbogen - Regie: Carlo Rola (met Heino Ferch, Dennenesch Zoudé, Judy Winter). TV-Remake van de films uit 1971
- 2008 Gott schützt die Liebenden – Regie: Carlo Rola (met Peter Simonischek, Iris Berben, Johannes Silberschneider, Ole Puppe)